# Saint-Pierre-d'Irube
Pour les articles homonymes, voir Saint-Pierre et Irube.
Saint-Pierre-d'Irube (en basque : Hiriburu) est une commune française située dans le département des Pyrénées-Atlantiques, en région Nouvelle-Aquitaine, à la périphérie est de Bayonne.
Le gentilé est Saint-Pierrot (ou Hiriburutar en basque).

## Géographie

### Localisation
|  |

La commune fait partie de la province basque du Labourd et est située immédiatement à l'est de Bayonne.

### Communes limitrophes
Les communes limitrophes sont Bayonne, Mouguerre et Villefranque.
| Bayonne      |                      |           |
|              | Saint-Pierre-d'Irube | Mouguerre |
| Villefranque |                      |           |

### Hydrographie

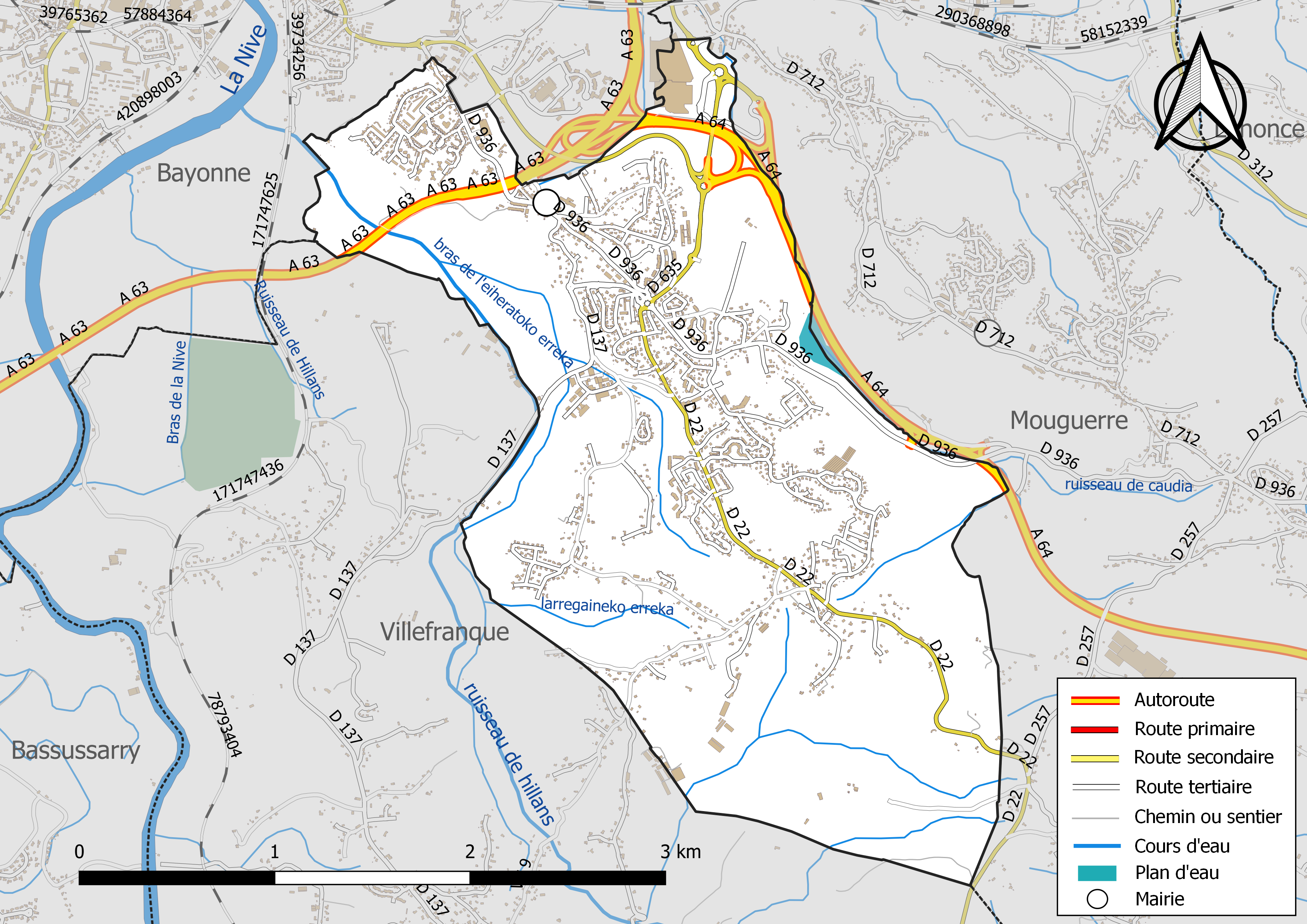
Réseaux hydrographique et routier de Saint-Pierre-d'Irube.

Située dans le bassin versant de l’Adour, Saint-Pierre-d'Irube est traversée par le ruisseau de Hillans, affluent de la Nive, également alimenté sur la commune par Eiheratoko erreka, et le ruisseau de Portu, tributaire de l'Adour. Géoportail signale également Sallenaveko erreka et Larregaineko erreka.
Le Hillans a été utilisé comme voie de navigation, pour permettre l’acheminement de personnes et de marchandises, telles les grains et farines, à partir des quais de Bayonne (Galuperie, Bertaco ou Suzeye), jusqu’au port de Berrou (également nommé Irube ou de Lissague) de Saint-Pierre-d’Irube, sur des embarcations légères à fond plat (chambardons, couraus et chalands.
En 1524, les registres gascons font état d’un inventaire de succession mentionnant « … une vigne située hors la porte de Mousserolles, confrontant la vigne de Johan Detcheverry dit du Limpou, par l’autre côté la ruelle et chemin public, qui va au port d’Irube et par devant, le chemin royal qui va à Saint-Pierre d’Irube … ». Et encore en 1809, on trouve une délibération du conseil municipal du 12 novembre indiquant « … le chemin de temps immémorial public servait de communication pour arriver au port dit de Lissague ou autrement de Berrou, de là à la rivière de la Nive, communication utile à la commune pour le transport des matériaux qui arrivent par eau … ».

### Climat
Pour des articles plus généraux, voir Climat de la Nouvelle-Aquitaine et Climat des Pyrénées-Atlantiques.
Historiquement, la commune est exposée à un micro climat océanique basque.  
En 2020, Météo-France publie une typologie des climats de la France métropolitaine dans laquelle la commune est exposée à un climat de montagne et est dans la région climatique Pyrénées atlantiques, caractérisée par une pluviométrie élevée (>1 200 mm/an) en toutes saisons, des hivers très doux (7,5 °C en plaine) et des vents faibles.
Pour la période 1971-2000, la température annuelle moyenne est de 13,9 °C, avec une amplitude thermique annuelle de 12,8 °C. Le cumul annuel moyen de précipitations est de 1 457 mm, avec 12,9 jours de précipitations en janvier et 8,2 jours en juillet. Pour la période 1991-2020, la température moyenne annuelle observée sur la station météorologique la plus proche, située sur la commune d'Anglet à 5 km à vol d'oiseau, est de 14,5 °C et le cumul annuel moyen de précipitations est de 1 473,6 mm,. Pour l'avenir, les paramètres climatiques de la commune estimés pour 2050 selon différents scénarios d’émission de gaz à effet de serre sont consultables sur un site dédié publié par Météo-France en novembre 2022.

## Urbanisme

### Typologie
Au 1er janvier 2025, Saint-Pierre-d'Irube est catégorisée ceinture urbaine, selon la nouvelle grille communale de densité à sept niveaux définie par l'Insee en 2022.
Elle appartient à l'unité urbaine de Bayonne (partie française), une agglomération internationale regroupant 28  communes, dont elle est une commune de la banlieue,,. Par ailleurs la commune fait partie de l'aire d'attraction de Bayonne (partie française), dont elle est une commune de la couronne,. Cette aire, qui regroupe 56 communes, est catégorisée dans les aires de 200 000 à moins de 700 000 habitants,.

### Occupation des sols

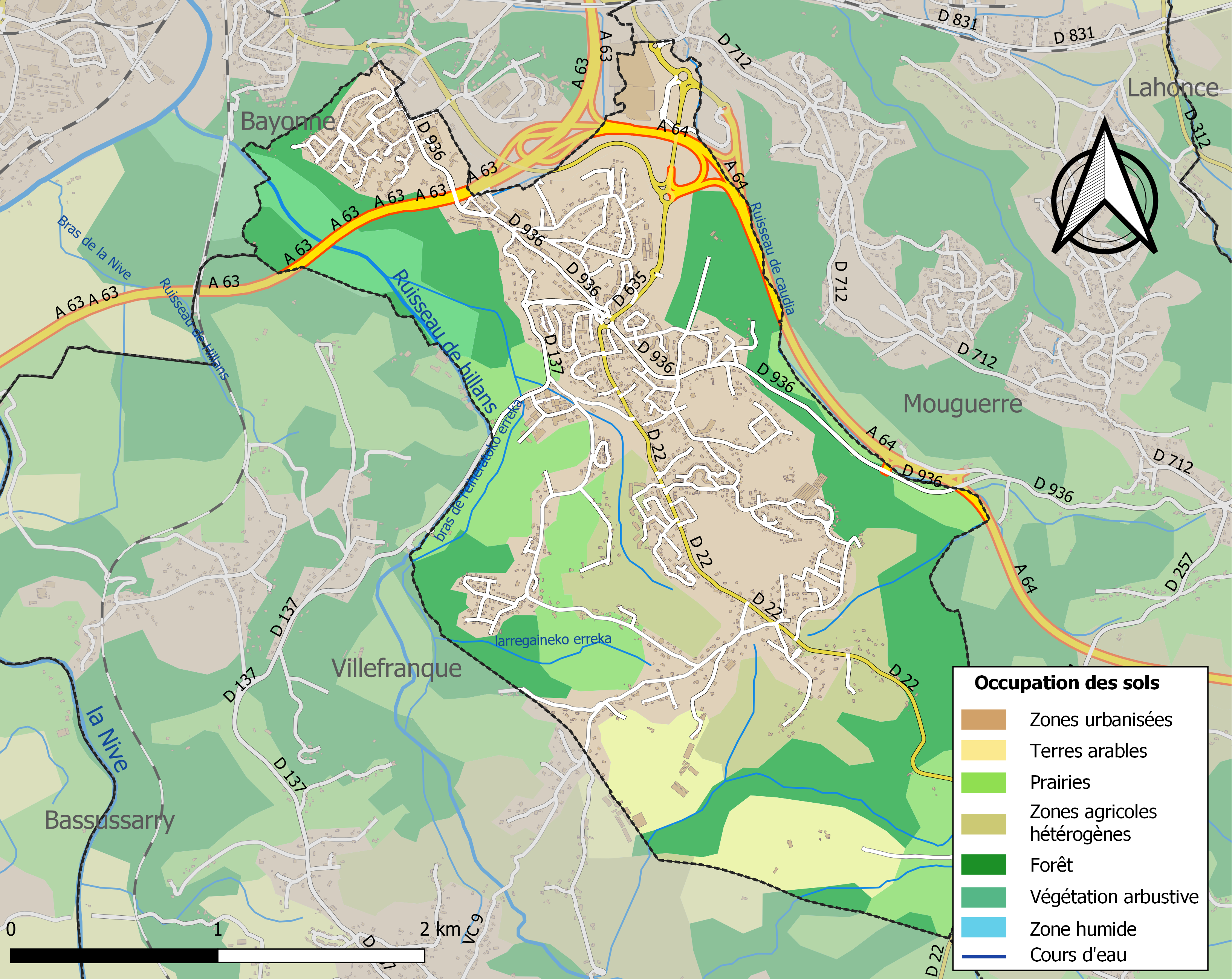
Carte des infrastructures et de l'occupation des sols de la commune en 2018 (CLC).

L'occupation des sols de la commune, telle qu'elle ressort de la base de données européenne d’occupation biophysique des sols Corine Land Cover (CLC), est marquée par l'importance des territoires artificialisés (41,8 % en 2018), en augmentation par rapport à 1990 (26,2 %). La répartition détaillée en 2018 est la suivante : 
zones urbanisées (35,8 %), forêts (23,3 %), prairies (13,3 %), zones agricoles hétérogènes (10,3 %), terres arables (7,2 %), zones industrielles ou commerciales et réseaux de communication (6,1 %), milieux à végétation arbustive et/ou herbacée (4 %).
L'IGN met par ailleurs à disposition un outil en ligne permettant de comparer l’évolution dans le temps de l’occupation des sols de la commune (ou de territoires à des échelles différentes). Plusieurs époques sont accessibles sous forme de cartes ou photos aériennes : la carte de Cassini (XVIIIe siècle), la carte d'état-major (1820-1866) et la période actuelle (1950 à aujourd'hui).

### Lieux-dits et hameaux

#### Quartiers
Sur le cadastre napoléonien de 1831, la commune est divisée, outre les abords de l’église, en quatre quartiers ruraux :

##### Ametzondo
Le toponyme provient du basque et signifie « endroit des chênes tauzins ». Le tanin de ces chênes blancs était sans doute utilisé par les tanneries ou les nombreux ouvriers cordonniers installés dans la commune (21 en 1872). On recensait 21 maisons en 1754 dans ce quartier, situé sur la chemin menant de Bayonne à Mouguerre et Bidache, au nord de l’étang d’Escoutpluye.

##### Garrika
Orthographiée également Karrika, l’étymologie basque donne en français « chemin, rue ». Le quartier s’étendait en bordure du chemin conduisant de Bayonne à Saint-Jean-Pied-de-Port, empruntant l’actuelle route impériale des Cimes, autrefois voie romaine.

##### Mizpirabakoitz
Le toponyme provient de mizpira, « nèfle » et bakoitz ou bakotx, « unique ». C’est le quartier le plus éloigné de l’église, ne comptant que quelques fermes, sur les hauteurs de la localité

##### Barratxiri
Le nom du quartier est originellement Baratahegi, soit « endroit des barthes », reflétant la présence de deux marécages, aujourd’hui asséchés, alimentés par l’Eiherattoko erreka, qui se prolonge dans le ruisseau de Hillans. Ces retenues d’eau permettaient le fonctionnement du moulin de Poyloa, inondant la plaine où est actuellement située la route départementale 137 qui mène vers Villefranque par Larraldia.

##### Autres
À ces cinq quartiers, il faudrait rajouter celui de Mousserolles, à l’origine de bien des contestations entre Bayonne et Saint-Pierre-d’Irube, durant les XVIe, XVIIe, XVIIIe et XIXe siècles. Ce quartier relevait de la juridiction de Bayonne pour le temporel, et de celle de Saint-Pierre-d’Irube pour le spirituel. Étant le plus dense et le plus riche de la localité, il justifia des litiges, procès et autres contestations jusqu’à quarante ans après la Révolution, et son rattachement officiel à la ville de Bayonne. La construction de l’église Saint-André de Bayonne en 1856 sonna définitivement le glas des espérances du clergé saint-pierrot, nombre de paroissiens de Mousserolles ayant choisi la nouvelle église. En 1924, Mgr Gieure, évêque de Bayonne, constatant cet état de fait prit l’ordonnance « détachant de la paroisse de Saint-Pierre-d’Irube une portion de ses habitants pour les rattacher à la paroisse de Saint-André de Bayonne ».

#### Autres toponymes
- Alminoritz[4],[21],[7], quartier Ametzondo
- Arthague[4],[7], quartier Mizpirabakoitz
- Basté (le)[4],[7], quartier Ametzondo
- Duret[4],[7], quartier Ametzondo
- errekartea[4],[7], quartier Baratahegi
- Errepiraluze[4],[7]
- Etcherouty[4],[7], quartier Garrika
- Etxetoa[4],[7], quartier Garrika
- Galharret[4],[7], quartier Mizpirabakoitz
- Gaztemendia[4]
- Jelosea[4]
- Harretche[4],[7], quartier Garrika
- Harrixuria[4],[7], quartier Baratahegi
- Hegiederra[4]
- Hiriberria[4],[7], quartier Garrika
- Hitce[4],[7], quartier Ametzondo
- Horlopo[4],[7], quartier Mizpirabakoitz
- Kurutz[4]
- Lakuluzea[4]
- Larrebure[4],[7], quartier Mizpirabakoitz
- Larregaina[4]
- Lekueder[4]
- Lissague[7], quartier Ametzondo
- Losté[4],[7], quartier Mizpirabakoitz
- Mastouloucia[4]
- Mendixka[4]
- Minaudière (la)[4]
- Oiharzabal[4],[7], quartier Ametzondo
- Othomono[4],[7], quartier Mizpirabakoitz
- Ourouspoure[4],[7], quartier Ametzondo
- Pixtoa[4]
- Pinaquy[4],[7], quartier Mizpirabakoitz
- Quiéta[4]
- Sallenave[4],[7], quartier Mizpirabakoitz
- Silhouague[4],[7], quartier Baratahegi

### Voies de communication et transports
- Sortie 1 de l'autoroute A64, qui relie Toulouse à Bayonne (échangeur de Mousserolles) via Tarbes et Pau.
- La route nationale 636, qui dessert Saint-Pierre-d'Irube, était une route nationale française reliant Bayonne à Juillan. À la suite de la réforme de 1972, elle a été déclassée en RD 936.
- La commune est également desservie par la RD 635 et la RD 22 (ex-RN 132) qui est le commencement de la route impériale des Cimes vers Hasparren.
- La ligne C du réseau de bus Chronoplus, géré par Transdev agglomération de Bayonne, dessert Saint-Pierre-d'Irube en la reliant aux autres communes de l'agglomération : Anglet, Bayonne, Biarritz, Bidart, Boucau et Tarnos[22].

### Risques majeurs
Le territoire de la commune de Saint-Pierre-d'Irube est vulnérable à différents aléas naturels : météorologiques (tempête, orage, neige, grand froid, canicule ou sécheresse), inondations, mouvements de terrains et séisme (sismicité modérée). Un site publié par le BRGM permet d'évaluer simplement et rapidement les risques d'un bien localisé soit par son adresse soit par le numéro de sa parcelle.
Certaines parties du territoire communal sont susceptibles d’être affectées par le risque d’inondation par une crue à  débordement lent de cours d'eau, notamment le ruisseau de Hillans. La commune a été reconnue en état de catastrophe naturelle au titre des dommages causés par les inondations et coulées de boue survenues en 1982, 1983, 1995, 2009, 2010, 2018 et 2021,.
Les mouvements de terrains susceptibles de se produire sur la commune sont des mouvements de sols liés à la présence d'argile et des affaissements et effondrements liés aux cavités souterraines (hors mines). Afin de mieux appréhender le risque d’affaissement de terrain, un inventaire national permet de localiser les éventuelles cavités souterraines sur la commune.

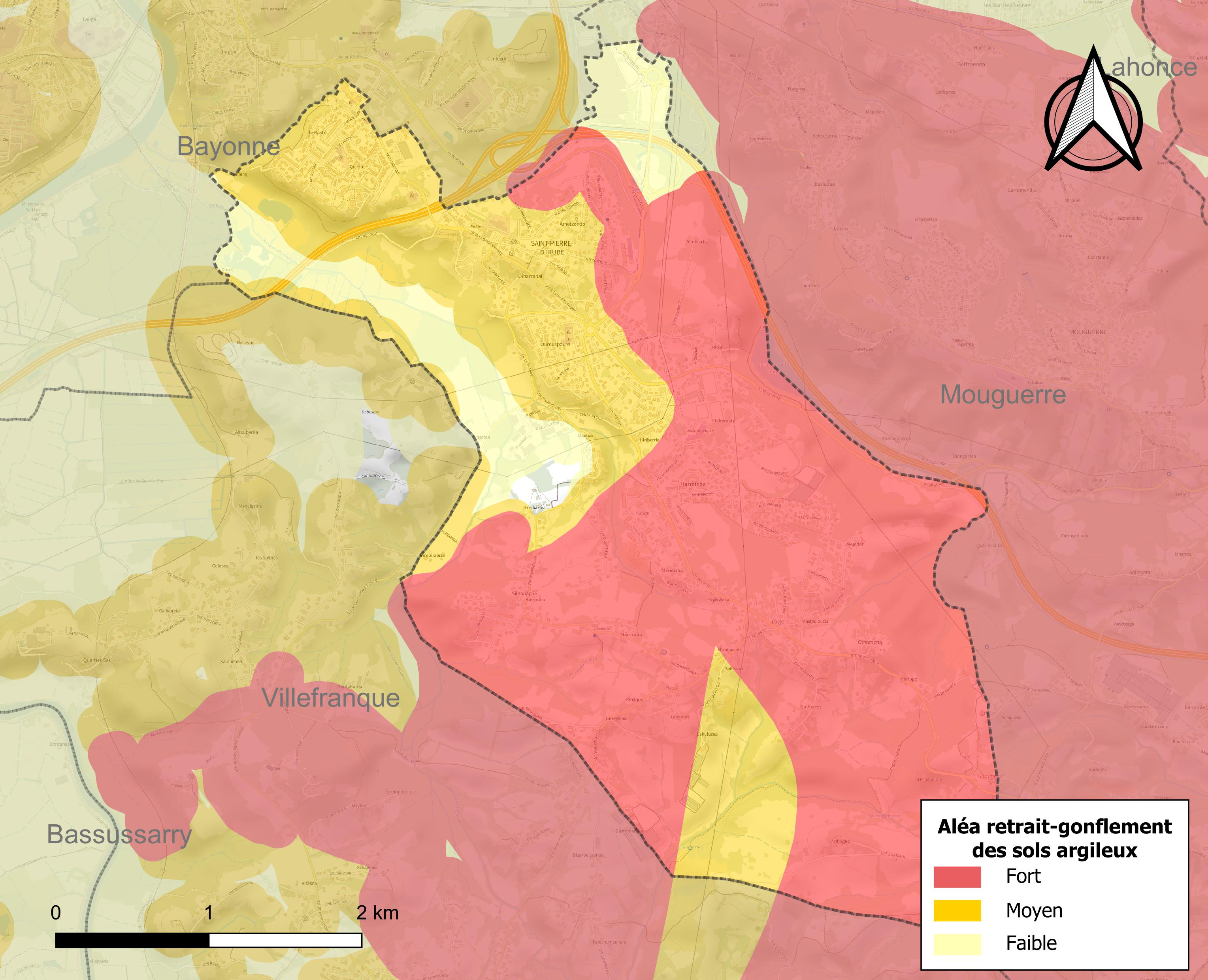
Carte des zones d'aléa retrait-gonflement des sols argileux de Saint-Pierre-d'Irube.

Le retrait-gonflement des sols argileux est susceptible d'engendrer des dommages importants aux bâtiments en cas d’alternance de périodes de sécheresse et de pluie. 90,1 % de la superficie communale est en aléa moyen ou fort (59 % au niveau départemental et 48,5 % au niveau national). Depuis le 1er octobre 2020, en application de la loi ELAN, différentes contraintes s'imposent aux vendeurs, maîtres d'ouvrages ou constructeurs de biens situés dans une zone classée en aléa moyen ou fort,.

## Toponymie

### Attestations anciennes
Le toponyme Saint-Pierre-d'Irube apparaît sous les formes Yruber (1150 et 1170), Yruber, Hyruber, Iruber et Hiruber (respectivement 1186, 1249, 1256 et XIIIe siècle, cartulaire de Bayonne), Sent-Pé d’Yrube (1482, rôles gascons), Sent-Pée-d'Irube (1509, titres de l'abbaye Sainte-Claire de Bayonne), Sent-Per d’Irube (1524, rôles gascons), Saint-Pé-d'Iruby (1585, titres des Jacobins de Bayonne), Sainct-Pierre d’Irube (1619, archives de Bayonne), Hiriboro (1650, archives de Bayonne), Hirouboure (1698, archives de Bayonne), Saint-Pierre d’Irube, Saint Pierre Dirube, Tricolore, Saint-Pierre d’Irube et Pierre-d'Irube (respectivement 1709, 1793, 1794-1795, 1795-1796 et 1796-1797, archives de Saint-Pierre-d’Irube) et Pierre-d’Irube (1793).

### Étymologie
- En 1990, Jean-Baptiste Orpustan[30] indique qu'Irube provient de iruberri, « domaine nouveau ». On trouve d’autres interprétations à l’origine de ce toponyme.
- Eugène Goyheneche, sur les traces de Luchaire en 1875, ou de Louis Dassance, pense qu’Iruber est une déformation d'Iriberri, « ville, bourg neuf », et donc demeure assez proche, finalement, de l’interprétation d’Orpustan.
- Pour J. Vinson[7], Iruber provient de Iribehere, signifiant alors « postérieur à la ville » ou « ce que l’on trouve en sortant de la ville ». L’analyse s’articule alors sur iri (« bourg, village, ville »), ber, de behere (« le bas, en bas »).
- En 1860, M. Cenac-Montaut[7] proposait « village du gué », s’appuyant sur ir, réduction de iri, et sur ube ou ubi, « gué ».
- Selon Isaac Lopez-Mendizabal[7], il faudrait considérer iru, du basque iratze, « fougère », et ber, provenant de behere, pour obtenir un équivalent de « fougeraie ».
- Gilbert Desport[7] mentionne également la forme réduite d'Hiriburu (« trois têtes »), sans y croire vraiment, appuyée qu’elle est sur la légende du dragon de Lissague tué par Gaston Armand de Belzunce.

### Autres toponymes
Alminoritz, ancienne ferme de la commune, est mentionnée sous les formes Albinoridz (1256, cartulaire de Bayonne) et Arminorits (1689, collations du diocèse de Bayonne). Paul Raymond signale l'existence d'une prébende du même nom fondée dans la chapelle Saint-Léon, à proximité de Bayonne. Cette demeure rebâtie au XVIIIe siècle daterait des XIIe ou XIIIe siècles. Elle a appartenu à Jacques d’Albinortiz, échevin et trésorier municipal à Bayonne au XVIIIe siècle.
Le Basté est une ancienne maison citée en 1634 par les archives de Bayonne, comme mention lors d’un héritage. En 1700, elle appartient à Léon Dulivier, député de Bayonne à Paris. Elle est successivement la propriété de Cyprien Daguerre-Mongabure (1850), de la baronne d’Étigny, puis en 1904, du docteur Paul Lasserre. Elle est le principal lieu des découvertes archéologiques de MM. Proisy et Chauchat.
Arthague est une maison mentionnée dans les registres d’état civil de la commune entre 1664 et 1700. La demeure apparaît également sous les vocables Villeneuve ou Etchart. Elle semble avoir été une maison noble au XVIIIe siècle, appartenant à la famille de Valérian, puis en 1778 à l’avocat bayonnais Pierre Duhalde.
Les archives de Bayonne font état de la maison Duret lors de l’enregistrement d’un héritage en 1598.
errekartea, maison du quartier Baratahegi, est citée dans les registres d’état civil de la fin du XVIIe siècle, sous la graphie Errecart.
Errepiraluze, du basque Errepira luze (« la grande plaine, près du ruisseau ») désigne une maison située près du moulin de Poyloa, citée en 1670. Le toponyme, déformé, a été un temps Errepialouch.
La maison Etcherouty est présente dès 1619 dans les archives de Bayonne.
Etcheto est une maison citée dans les registres d’état civil de la commune entre 1664 et 1700, tout comme la demeure Harretche.
La maison Galharret fait l’objet d’une mention dans les registres de baptêmes, mariages et sépultures de la commune entre 1664 et 1700 sous la forme Galharet.
La maison Harretche est en partie ruinée (récoltes et mobilier) pendant les combats de 1813.
Harrichury, du quartier Baratahegi, apparaît sous la graphie Harrichouri entre 1664 et 1700.
Hitce est une ancienne maison, qui apparaît sous la forme Histea en 1249 (archives de Bayonne).
Le Grand-Lissague était un hameau de la localité. Il est issu de la scission en 1719 du domaine de l’ancienne maison noble des seigneurs de Iruber, citée en 1235 par le Livre d’Or de Bayonne sous la graphie Lisague, en Grand et Petit-Lissague. Il conserva son nom jusqu’en 1878, pour devenir à cette date une propriété nommée Villa Quieta, lors de son acquisition par le marquis de Guadalcazar, Grand d’Espagne. À cet emplacement fut construit en 1969, le lotissement éponyme. Le Grand-Lissague fut la résidence d’été de plusieurs évêques bayonnais, tels Mgr Druilhet, de 1719 à 1727, Mgr de La Vieuxville de 1732 à 1734 et Mgr d’Arche de 1762 à 1774.
La maison noble originelle entretint des liens étroits avec la famille de Belzunce, puisque vers 1380, Garcie Arnaud de Belzunce épousa l’héritière de Lissague. Durant les XVIIIe et XIXe siècles, la demeure appartient à une famille qui fournit de 1611 à 1792, le lieutenant général civil et criminel du Sénéchal des Lannes à Bayonne, les de Lespes des Hureaux. De 1713 à 1717, Marie-Anne de Neubourg, seconde femme du roi Charles II d’Espagne, y séjourne durant l’été, invitée par Salvat de Lespès de Hureaux.
À la suite de la scission de 1719, le château de Lissague fit partie du Petit-Lissague. À l’origine plus maison forte que château, dont les vestiges demeurent encore dans la partie ouest de la demeure actuelle, il fut transformé aux XVIIe et XVIIIe siècles par l’adjonction de deux tours carrées et d'un étage. Horlopo, maison du quartier Mizpirabakoitz, apparaît également sous la graphie Elorri lepo (du basque, signifiant « col des épines ») dans les données d’état civil de la paroisse entre 1664 et 1700. Horlopo est un nom porté par « Elorri lepo détruite en grande partie par les ravages de la dernière guerre, où il n’y reste que les murs et trois vieilles poutres ». Située à la cote 142, c’est-à-dire à l’endroit le plus élevé de la commune, la maison a servi de poste de commandement au général anglais Rowland Hill, avant d’être détruite, lors des affrontements des guerres napoléoniennes.
Les demeures Larrebure et Losté sont mentionnées entre 1664 et 1700.
La maison Oiharzabal est citée dans les registres d’état civil de la commune entre 1664 et 1700 sous la graphie Oyharçabal.
Othomono fait l’objet d’une mention dans les registres d’état civil de la paroisse entre 1664 et 1700.
Ourouspoure, ou en basque Urrizburu, est mentionnée en 1477 (ourrouspoure, archives de Bayonne). « Maison tombée en ruine par les effets de la guerre », elle est reconstruite en 1828.
Pinaquy (Pinaqui) et Sallenave sont mentionnés dans les registres d’état civil de la paroisse à la fin du XVIIe siècle.
La maison Silhouague fait l’objet d’une mention entre 1664 et 1700 sous la graphie Siloague (registres d’état cvil de Saint-Pierre-d’Irube).

### Noms basque et occitan

#### Nom basque
Le nom basque de Saint-Pierre-d'Irube est Hiriburu. Il fut normalisé par l'Académie de la langue basque le 30 mars 2000.
Le gentilé est hiriburutar.

## Histoire

### Préhistoire
En 1866, Arnaud Detroyat decouvre un abri sous roche du Magdalénien dans la propriété Belle-Fontaine de Mousserolles sur une terrasse dominant la Nive, mettant au jour des nucléus, grattoirs et autres perçoirs. Ces spécimens sont exposés en 1867 à l’exposition universelle de 1867, puis transférés au musée de Saint-Germain-en-Laye.
En 1872, c’est M. Proisy qui signale les traces d'un autre peuplement préhistorique sur le plateau du Basté, qu’Arnaud Detroyat décrit alors : « sur ce plateau, non loin de l’église de Saint-Pierre-d’Irube, en face du beau panorama qu’offre la vallée de la Nive dominée par les montagnes de Cambo et de Sare, les silex taillés abondent… La charrue les ramène à la surface… Cette station est de l’époque magdalénienne… Elle m’a livré plusieurs grattoirs très retaillés sur une face, une hachette remarquable, une dent de cheval percée, une coquille de cardium percée, de beaux nucléus, et une quantité considérable d’éclats plus ou moins travaillés ». 
La station du Basté, située sur un plateau sur lequel s’étend aujourd’hui le lotissement éponyme, fait l’objet de fouilles successives. Émile Daguin, professeur au lycée de Bayonne, y trouva 59 objets en 1900.
En 1966, des fouilles systématiques sont entreprises par le professeur Chauchat de la faculté de Bordeaux. Elles mettent en évidence la présence de peuplements du Paléolithique moyen et du Paléolithique supérieur, c’est-à-dire de 100 000 à 9 000 ans avant notre ère.

### Moyen Âge
En 1122, Guillaume IX d'Aquitaine accorde à l’évêque de Bayonne, Raymond de Martres, secondé par Bertrand, vicomte du Labourd, le droit de fonder des établissements agricoles dans la province du Labourd. Le peuplement d'Iruber semble dater de cette période. Les archives de Navarres en mentionnent la paroisse en 1249 sous la graphie parroqui de Iruber.

### Époque moderne
En 1724, à la suite des révoltes de Saint-Jean-le-Vieux (1685), Mouguerre et Saint-Pierre-d'Irube (1696), la population d'Ainhoa se révolte contre la gabelle, révolte d'opposition aux nouvelles taxes, annonciatrice de celles qui soulèvent presque tout le Labourd en 1726 (contre l'impôt dit du 50e), Bayonne et Saint-Jean-Pied-de-Port en 1748.
Le 14 ventôse an II (4 mars 1794), un décret des représentants du peuple, Pinet et Cavaignac, réunit Saint-Pierre-d’Irube à Villefranque sous le nom de Tricolore, souvent orthographié Tricolor. Cette appellation ne dure que jusqu’au 2 mars 1795 (12 ventôse an III).
Le 13 décembre 1813, les coteaux de Saint-Pierre-d'Irube, de Villefranque et de Mouguerre, sont le théâtre de combats acharnés entre le maréchal Soult et Wellington. À Saint-Pierre-d’Irube, la bataille se déroule essentiellement dans les quartiers Karrika et Mizpirabakoitz. L’affrontement de cinq jours voit la mort ou la blessure de 11 200 hommes, dont 5 900 chez les Français et 5 300 chez les Alliés.

## Héraldique
| Blason | Blasonnement : D'or au chevron d'azur chargé de trois coquilles de limaçons du champ, accompagné en pointe d'une hydre de sinople à quatre têtes lampassées de gueules dont l'une est en partie tranchée et ensanglantée de gueules, et en chef de deux canons adossés de sable. |

Variante
Selon Gilbert Desport, les armoiries adoptées par le conseil municipal du 27 mars 1987 se blasonnent comme suit : « D'or, au chevron d'azur chargé de trois coquilles d'escargots d'or, accompagné en pointe d'une hydre de sinople dont l'une des trois têtes est en partie tranchée, en chef de deux canons adossés de sable.

L’écu est timbré de la couronne vicomtale, elle-même soutenue par des tiges d’épis de maïs, assemblés à leur base par un ruban rouge ».

## Politique et administration

### De 1567 à 1790
Auzapeza est le mot basque qui désigne littéralement l’« abbé des voisins », ou comme l’histoire nous l’a restitué en français, le « maire-abbé », sans que le terme abbé, qui était le diminutif souvent adopté, n’ait de connotation religieuse.
Avant 1790, le maire-abbé et quatre conseillers, nommés « jurats » étaient désignés chaque année le 31 décembre par le maire-abbé et les jurats sortants, et par quatre députés représentant les maîtres de maison. Ils avaient pour tâche l’administration de la communauté, les jurats et députés représentant chacun des quatre quartiers déjà nommés, Ametzondo, Baratahegi, Karrika et Mizpirabakoitz.
1567 est la première restitution écrite qui nous est parvenue. Le 8 octobre de cette année-là « Petry d’Urquiet, abbé et jurat de la paroisse de Sainct-Pé d’Irube… » assistait au biltzar d’Ustaritz.
Dans les tableaux suivants, « sieur » ou « maître » désigne le chef de famille et « sieur jeune » désigne le fils aîné de la maison.

### Liste des maires
| Période                                  | Période   | Identité                                                             | Étiquette    | Qualité |
| ---------------------------------------- | --------- | -------------------------------------------------------------------- | ------------ | --- |
| 1790                                     | 1791      | Pierre Jauretche (élu)                                               |              | |
| 1791                                     | 1800      | Salvat Dassance (élu)                                                |              | cordonnier, sieur de Marichouri |
| 1800                                     | 1804      | Jean Jarry (nommé par le préfet)                                     |              | forgeron |
| 1804                                     | 1807      | Pierre Durcudoy (nommé par le préfet)                                |              | agriculteur |
| 1807                                     | 1812      | Léonard Dutilh (nommé par le préfet)                                 |              | rentier |
| 1812                                     | 1813      | Jean Jarry (nommé par le préfet)                                     |              | forgeron |
| 1813                                     | 1817      | Jean Lacaussade (nommé par le préfet)                                |              | arpenteur |
| 1817                                     | 1824      | Jean Jarry (nommé par le préfet)                                     |              | forgeron |
| 1824                                     | 1825      | Jean-Bernard Gréciet (nommé par le préfet)                           |              | forgeron, laboureur et marchand |
| 1825                                     | 1827      | Jean-Eugène Mailhy (nommé par le préfet)                             |              | propriétaire, puis Garde à cheval des forêts |
| 1827                                     | 1834      | Jean Darmendrail (nommé par le préfet)                               |              | sieur de Curutchet |
| 1834                                     | 1876      | Bernard d’Arcangues (nommé par le préfet parmi les conseillers élus) |              | |
| 1876                                     | 1888      | Joseph-Paul Novion (élu)                                             |              | Négociant |
| 1888                                     | 1908      | Jean-Édouard Ducournau (élu)                                         |              | Commis représentant |
| 1908                                     | 1924      | Joseph Dutournier                                                    |              | Négociant |
| 1924                                     | 1928      | Paul Dutournier                                                      |              | Banquier, président du tribunal de commerce de Pau |
| 1928                                     | 1930      | Adolphe Soulard                                                      |              | Quincailler |
| 1930                                     | 1944      | André Batsale                                                        |              | Capitaine de vaisseau |
| 1944                                     | mars 1959 | Édouard Duron                                                        |              | Médecin |
| mars 1959                                | mars 1965 | Charles Cazauran                                                     |              | Boulanger |
| mars 1965                                | mars 1971 | Maurice Duron                                                        |              | Directeur d’un centre de rééducation fonctionnelle |
| mars 1971                                | mars 2001 | Pierre Mendiboure                                                    | DVD          | |
| mars 2001                                | En cours  | Alain Iriart                                                         | DV REG EHBAI | Cadre en expertise comptable Conseiller général du canton de Saint-Pierre-d'Irube (2008 → 2015) Conseiller départemental du canton de Nive-Adour (2015 → 2017) 12ème Vice-président de la Communauté d'agglomération Pays basque (2017 → ) |
| Les données manquantes sont à compléter. |           |                                                                      |              | |

### Intercommunalité
Saint-Pierre-d'Irube fait partie de sept structures intercommunales :
- l’agence publique de gestion locale ;
- la communauté d'agglomération du Pays Basque ;
- le syndicat d’énergie des Pyrénées-Atlantiques ;
- le syndicat des transports de l’agglomération Côte basque - Adour (STACBA) ;
- le syndicat intercommunal pour la gestion du centre Txakurrak ;
- le syndicat intercommunal pour le soutien à la culture basque ;
- le syndicat mixte du bassin versant de la Nive.

Saint-Pierre-d'Irube accueille le siège du syndicat mixte d'aménagement de la zone Ametzondo.
La commune fait en outre partie de l'Eurocité basque Bayonne - San Sebastian.

## Population et société

### Démographie
Le premier recensement connu de la commune date de 1718, précisé dans un mémoire de Salvat de Lespès de Huraux, lieutenant civil et criminel des Lannes, à Bayonne. Il indique une population de 480 habitants ou 80 maisons.
L'évolution du nombre d'habitants est connue à travers les recensements de la population effectués dans la commune depuis 1793. Pour les communes de moins de 10 000 habitants, une enquête de recensement portant sur toute la population est réalisée tous les cinq ans, les populations de référence des années intermédiaires étant quant à elles estimées par interpolation ou extrapolation. Pour la commune, le premier recensement exhaustif entrant dans le cadre du nouveau dispositif a été réalisé en 2005.

En 2022, la commune comptait 5 779 habitants, en évolution de +19,52 % par rapport à 2016 (Pyrénées-Atlantiques : +3,78 %, France hors Mayotte : +2,11 %).
| 1793 | 1800 | 1806 | 1821 | 1831 | 1836 | 1841 | 1846 | 1851 |
| ---- | ---- | ---- | ---- | ---- | ---- | ---- | ---- | ---- |
| 480  | 475  | 507  | 494  | 522  | 691  | 750  | 775  | 861  |

| 1856 | 1861 | 1866 | 1872 | 1876 | 1881 | 1886 | 1891 | 1896 |
| ---- | ---- | ---- | ---- | ---- | ---- | ---- | ---- | ---- |
| 856  | 864  | 962  | 837  | 878  | 874  | 874  | 767  | 792  |

| 1901 | 1906 | 1911 | 1921 | 1926 | 1931 | 1936 | 1946 | 1954 |
| ---- | ---- | ---- | ---- | ---- | ---- | ---- | ---- | ---- |
| 829  | 788  | 787  | 786  | 834  | 906  | 936  | 939  | 963  |

| 1962  | 1968  | 1975  | 1982  | 1990  | 1999  | 2005  | 2006  | 2010  |
| ----- | ----- | ----- | ----- | ----- | ----- | ----- | ----- | ----- |
| 1 056 | 1 469 | 2 608 | 3 164 | 3 676 | 3 873 | 4 380 | 4 504 | 4 390 |

| 2015  | 2020  | 2022  | - | - | - | - | - | - |
| ----- | ----- | ----- | - | - | - | - | - | - |
| 4 772 | 5 814 | 5 779 | - | - | - | - | - | - |

La commune fait partie de l'aire d'attraction de Bayonne.

## Économie
En 1872, on recensait à Saint-Pierre-d’irube, à côté de trois auberges et pour une population de 837 habitants, les emplois suivants :
- employés agricoles : 160
- cordonniers : 21
- charpentiers : 9
- menuisiers : 6
- charrons : 4
- boulangers : 7
- couturières : 10

Les emplois agricoles deviennent 139 en 1954, 25 en 1976, près de 15 en 1985, moins de 5 en 1992.
La commune fait partie de la zone d'appellation de l'ossau-iraty.
Le siège de la marque Pipolaki se situe dans la commune.

## Culture et patrimoine
C'est à Saint-Pierre-d'Irube que le groupe Aggressive Agricultor donne, en 1987, son premier concert de punk rock.
Les fêtes patronales se déroulent du 24 au 26 juin.

### Patrimoine linguistique

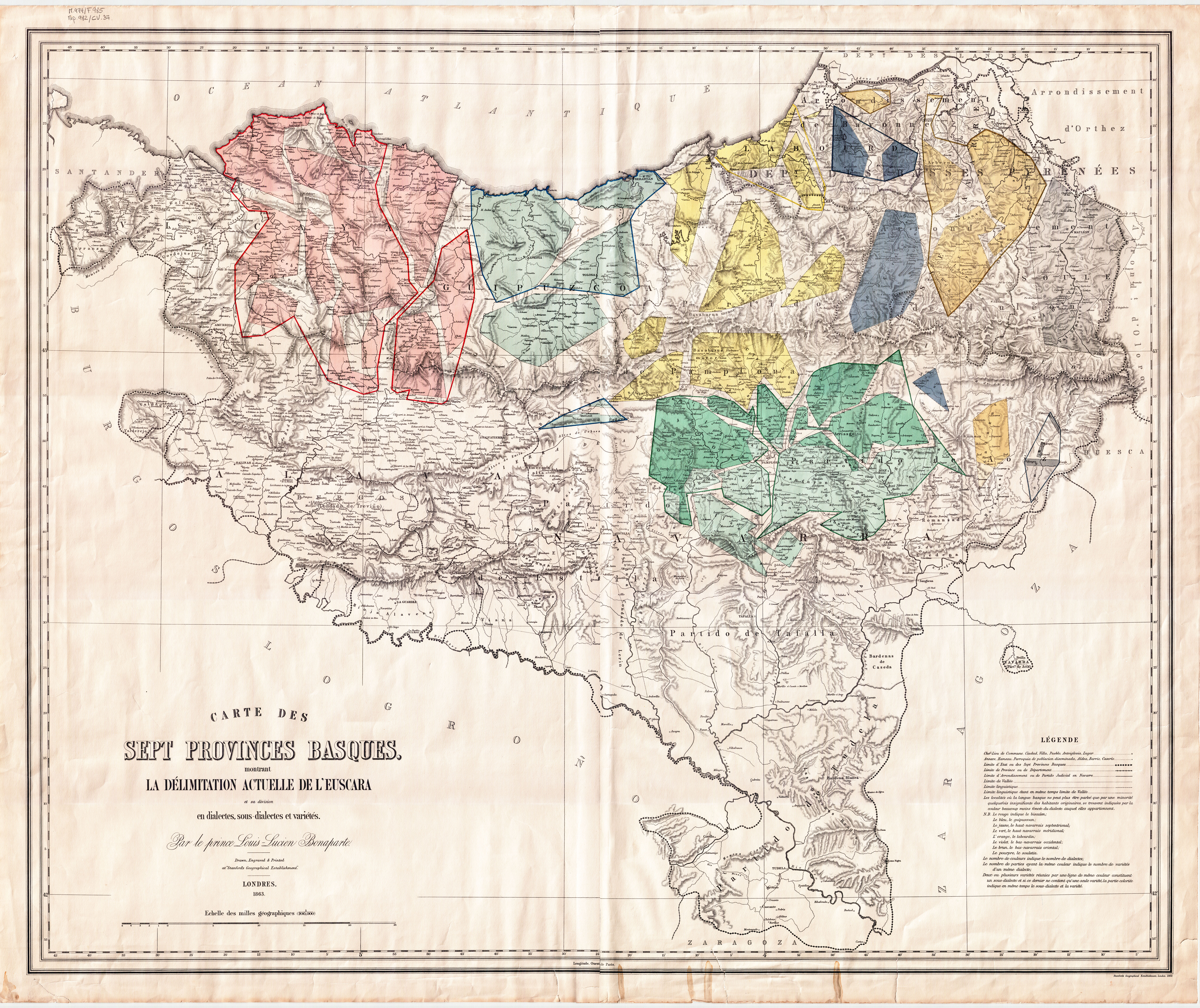
Carte des sept provinces basques (1), 1863

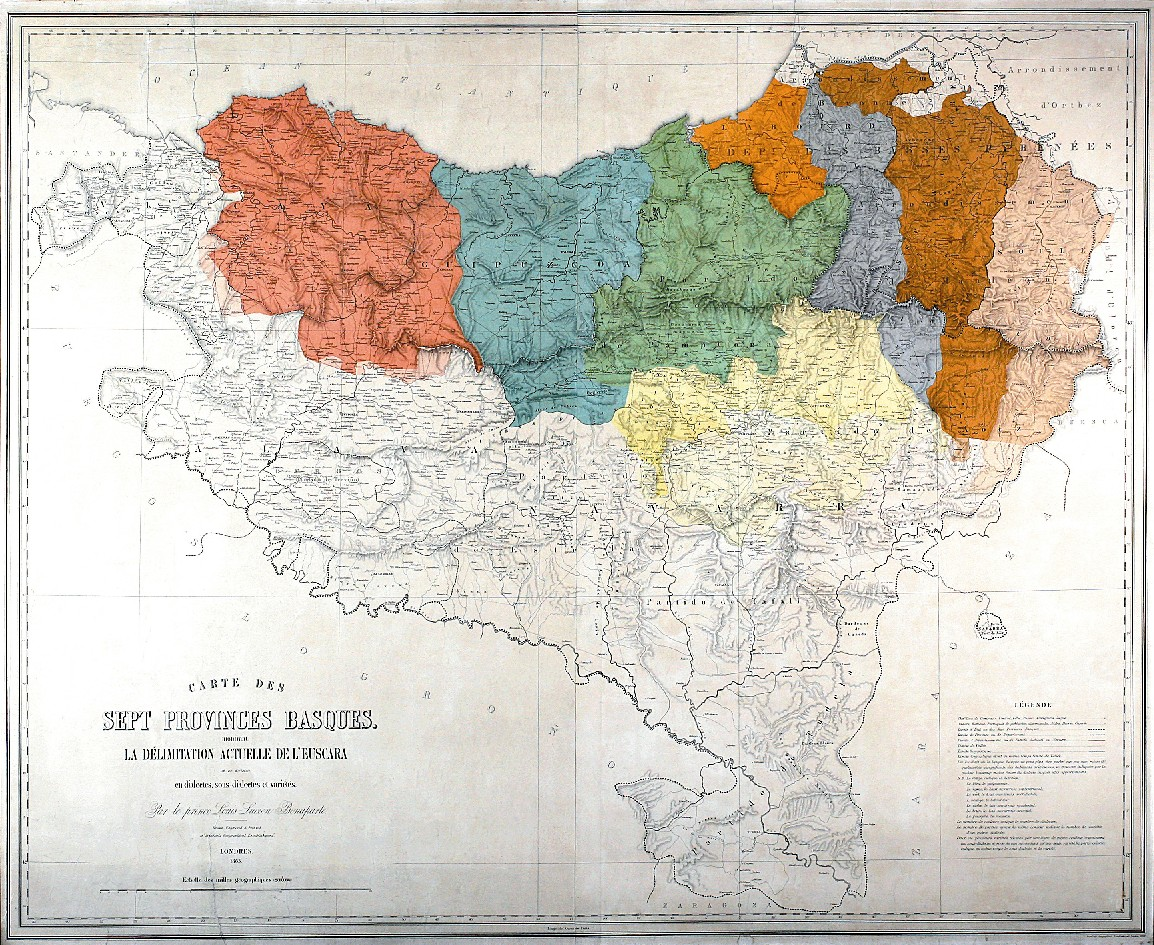
Carte des sept provinces basques (2), 1863

Les deux versions de la Carte des sept provinces basques montrant la délimitation actuelle de l'euscara en dialectes, sous-dialectes et variétés dressée en 1863 par le prince Louis-Lucien Bonaparte placent Saint-Pierre-d'Irube dans l'aire bascophone. Le dialecte parlé localement est le bas-navarrais oriental.
Le Recueil de linguistique et de toponymie des Pyrénées réalisé en 1887 par Julien Sacaze  nous livre pour Saint-Pierre-d'Irube une version en basque, composée d'une traduction de deux textes mythologiques, ainsi que d'une liste des micro-toponymes de la commune.
Le Recueil des idiomes de la région gasconne réalisé en 1894 par le linguiste Édouard Bourciez nous livre pour Saint-Pierre-d'Irube une version de la parabole de l'enfant prodigue traduite en gascon.
Dans sa correspondance adressée à Julien Vinson et datée de 1904, le capitaine Jean-Baptiste Darricarrère livre plusieurs éléments précis sur la situation linguistique des environs de Bayonne. Selon lui, " il y a [...] autant à Bassussarry qu’à Saint-Pierre-d’Irube (bien moins à Arcangues et à Mouguerre) des Gascons de naissance, c’est-à-dire des gens parlant gascon de père en fils, et n’apprenant le français qu’à l’école. Mais il y a aussi dans ces villages, qui commercent tous les jours avec Bayonne ou Biarritz, beaucoup de Basques qui parlent également et fort bien le gascon et le basque.
La carte du Pays Basque français dressée en 1943 par Maurice Haulon laisse apparaître la "démarcation actuelle entre la langue basque et les dialectes romans", incluant la commune de Saint-Pierre-d'Irube dans l'aire bascophone.
D'après la Morfología del verbo auxiliar vasco [Morphologie du verbe auxiliaire basque], Saint-Pierre-d'Irube est située dans l'aire bascophone, et plus précisément de dialecte bas-navarrais. Son auteur Pedro de Yrizar estime dans les années 1970-1972 le nombre de locuteurs basques à 24%, soit l'un des taux les plus faibles du Labourd.

### Patrimoine religieux
L'ancienne benoîterie est classée aux monuments historiques. Elle fait partie des maisons (Elizaldia, Elizabelar, Ibarbide, Bidart et Martino) qui entourent l'église Saint-Pierre. Le cimetière qui encercle celle-ci contient un tombeau qui fait l’objet d’une inscription auprès du ministère de la Culture.

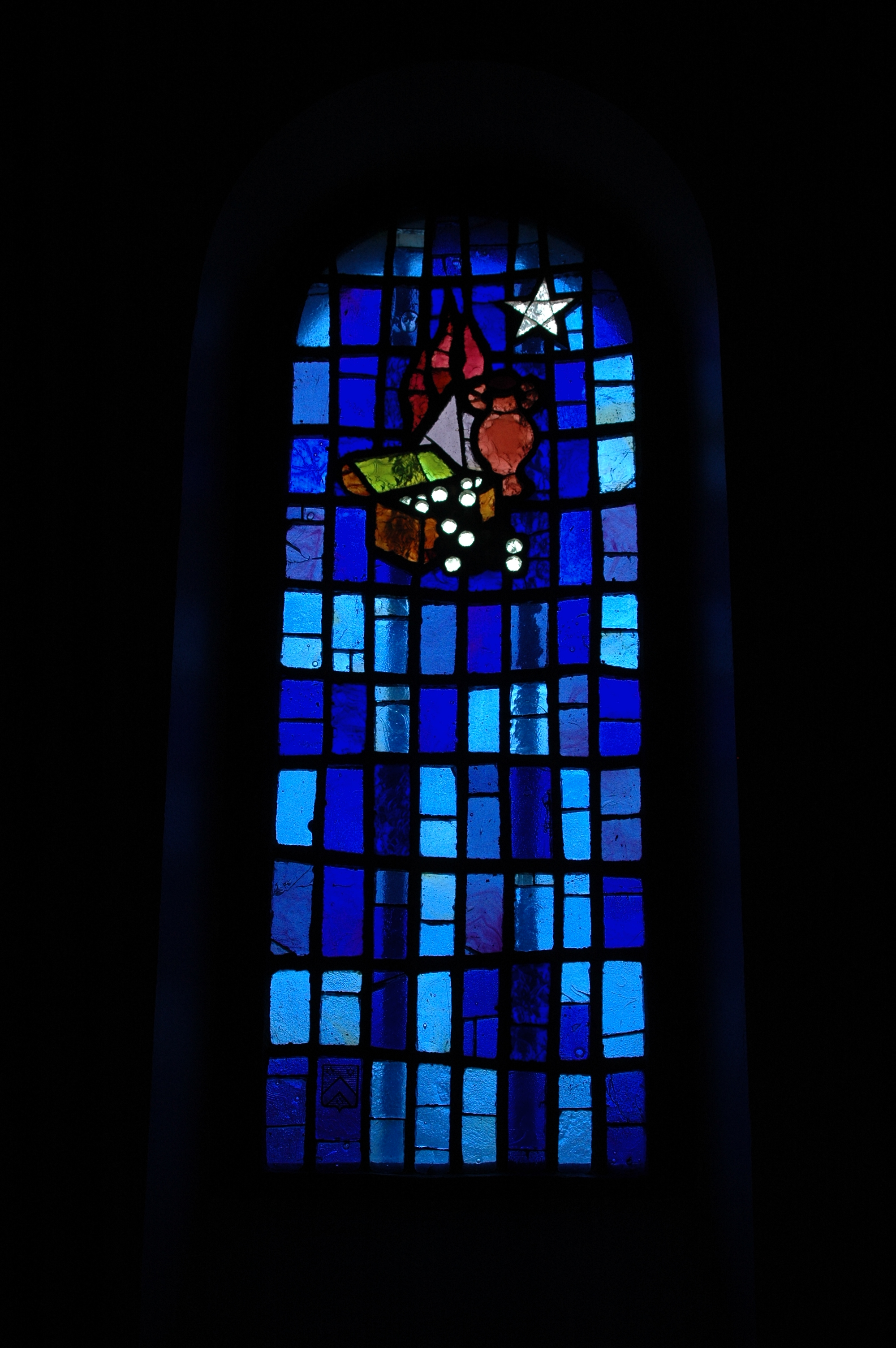
Vitrail de l'église Saint-Pierre.
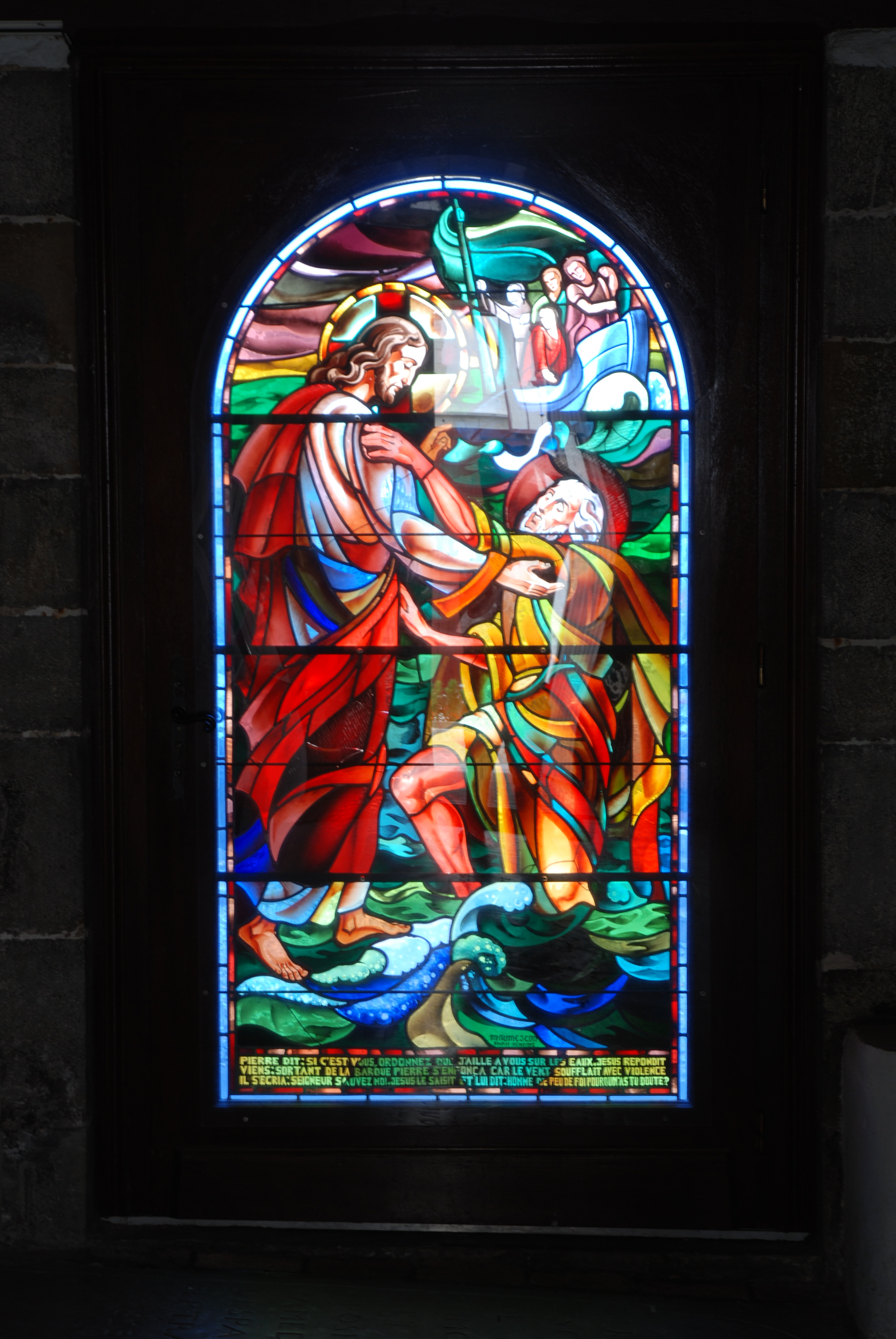
Ibidem.
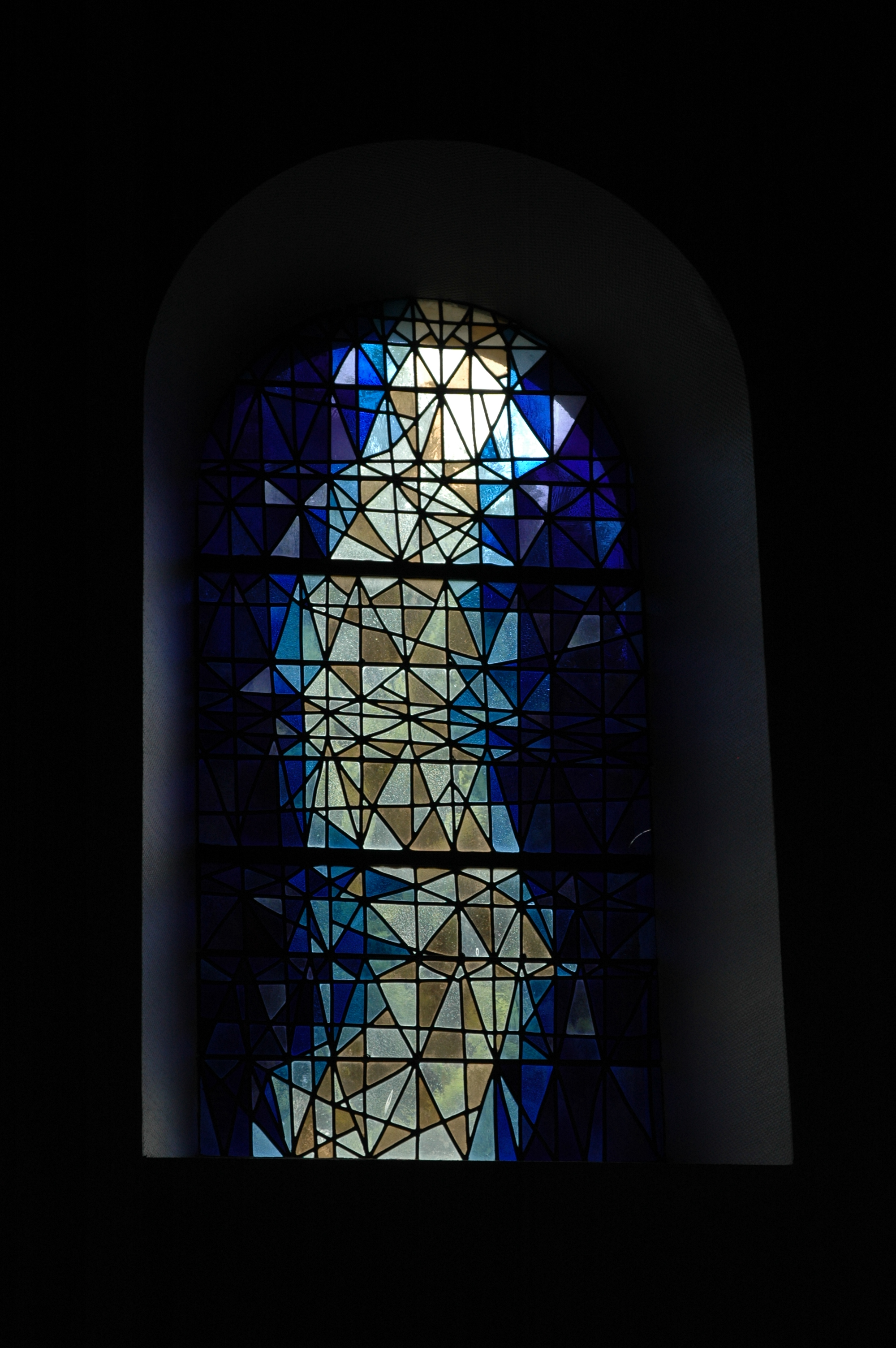
Ibidem.
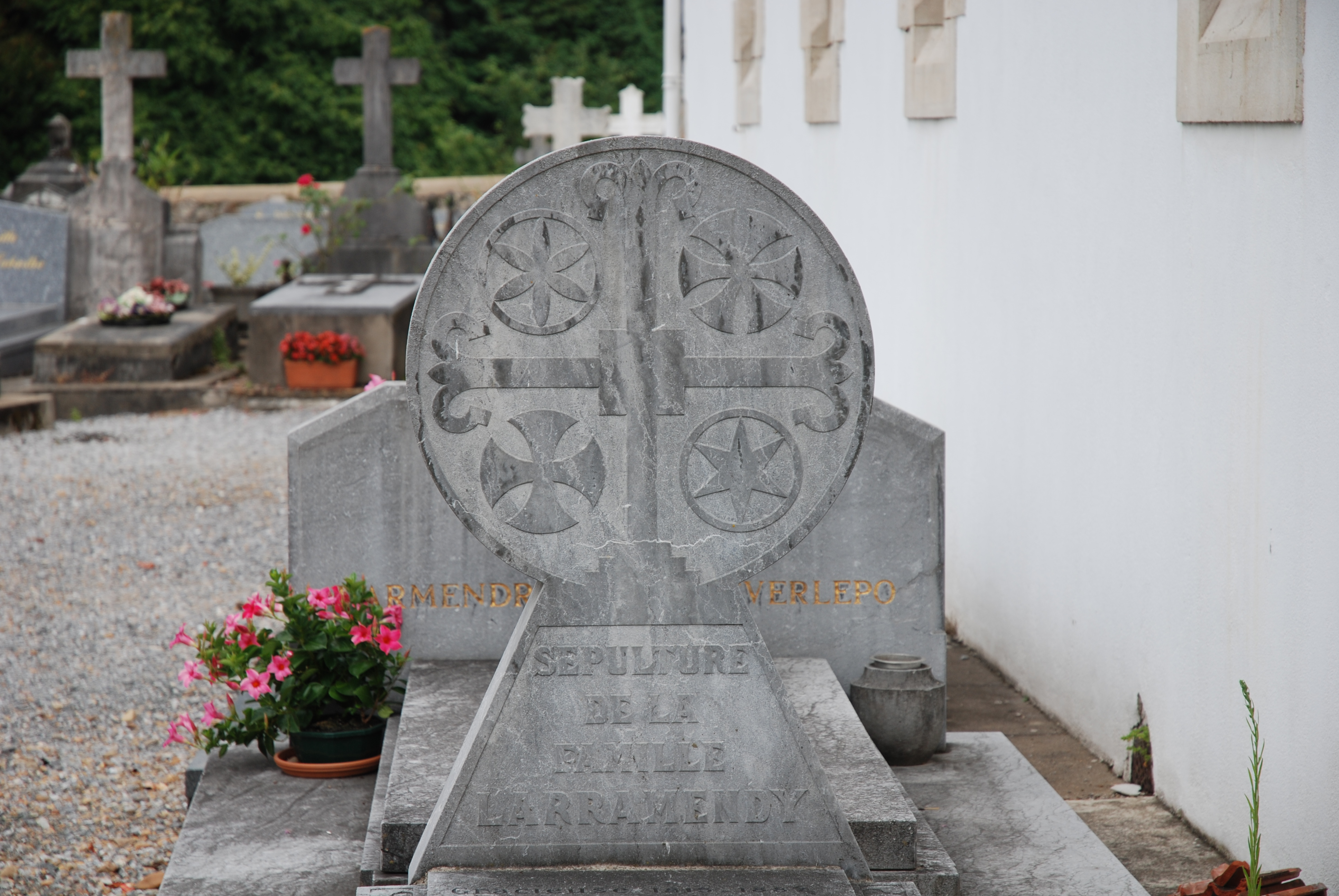
Stèle discoïdale.

#### L’église et les chapelles

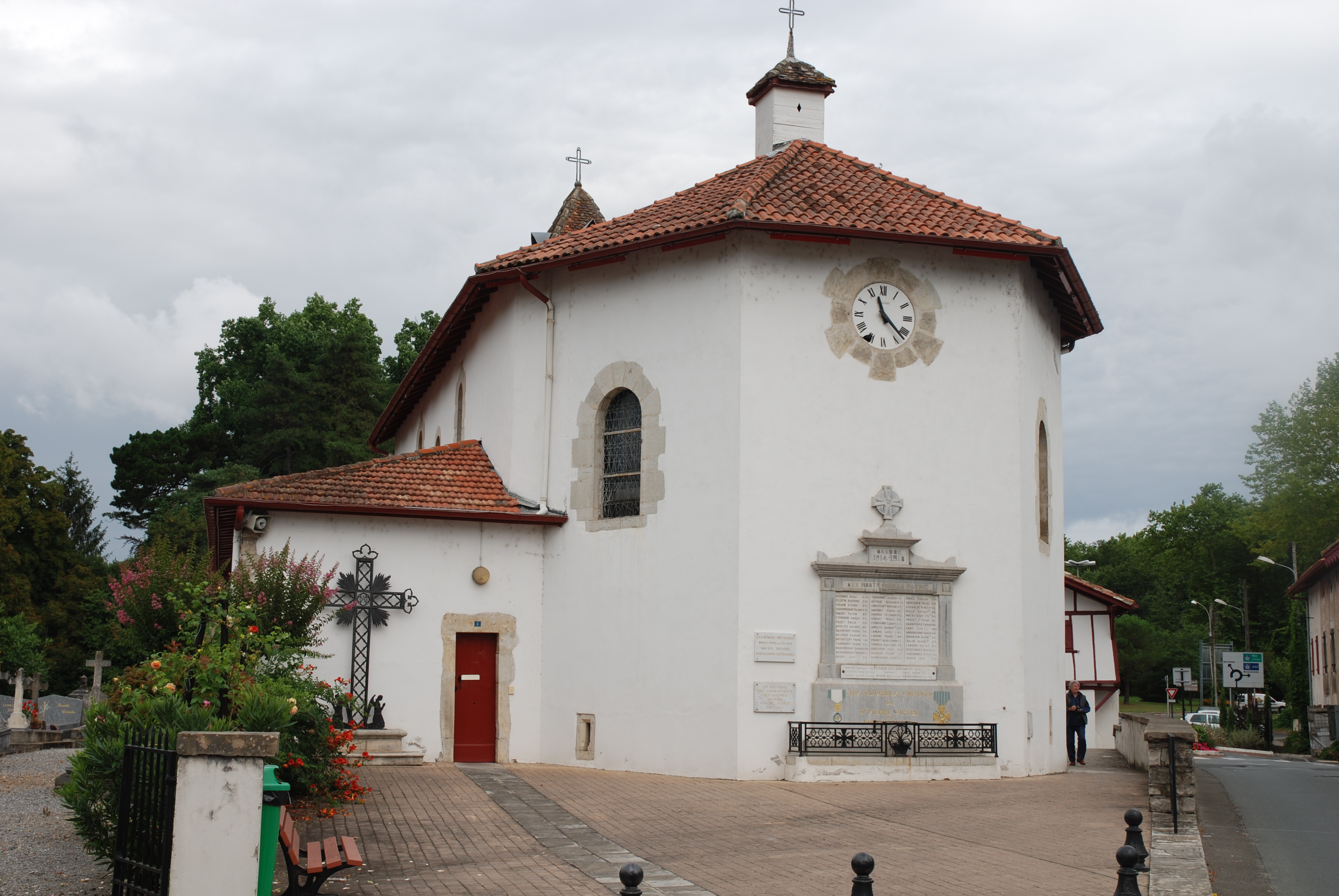
L'église Saint-Pierre.

La présence d’une église à Saint-Pierre-d’Irube est attestée dès 1482, comme le montre la délibération du Corps de ville de Bayonne du 2 octobre de cette année-là : « requête de Peyrot de Lane … qui possède une terre et un bois près de l’église de Saint Pé d’Yrube… ». Les archives y font régulièrement référence à partir du XVIIe siècle (1630, 1664) et XVIIIe siècle (travaux importants).
Il ne reste aujourd’hui que deux des quatre chapelles privées, existantes encore au XIXe siècle, les chapelles de la Villa Quieta et Saint-Joseph. Celles des propriétés Glain et Les Lauriers ont été détruites.
La chapelle de la Villa Quieta est située dans le lotissement éponyme. Elle fut sans doute construite par Mgr André Dreuillet, évêque de Bayonne, vers 1720. Elle fut durant le XVIIIe siècle le lieu de cérémonies religieuses choisi par les familles bourgeoises du hameau. Elle fut reconstruite en 1860 sous l’impulsion de Bernard d’Arcangues, propriétaire du lieu et maire de la commune.
La chapelle Saint-Joseph, de style néogothique, tout comme celle du quartier Quieta, relève de la paroisse de Saint-Pierre-d’Irube, malgré sa situation à quelques dizaines de mètres près, dans la commune de Bayonne. Elle fut construite vers 1860 par Cyprien Broussain, dans sa propriété de Xuhur, ou Chouhoure, aujourd’hui foyer Saint-Joseph. Elle fut rénovée en 1979.

#### La benoîterie
Construite vers 1650, elle est située aujourd'hui entre l’église, le vieux cimetière et la route départementale 936. Elle accueille de nos jours un musée d’écologie et de spéléologie.
Son utilisation a varié au cours des siècles. De 1650 à 1794, elle est donnée en logement à la benoîte de l’église. Puis, la commune éprouvant des difficultés financières, elle est vendue, et sert de logement à divers artisans et autres instituteurs jusqu’en 1820. À partir de cette date, et jusqu’en 1919, elle retrouve sa vocation première.
À la mort de la dernière benoîte de la localité, sa famille occupera encore la maison jusqu’en 1931. La benoîterie commence alors une nouvelle vie, et jusqu’en 1972, elle accueille les services de la mairie. En 1972, elle devient le siège d’associations locales (Eskual Izarra, Uhaina, Xiloko Gizonak), avant de se transformer en musée.
Durant toute son histoire, et jusqu’au début du XXe siècle, une pièce du rez-de-chaussée fut utilisée comme morgue ou chapelle ardente pour les défunts extérieurs à la paroisse.
Le maire-abbé rappelait le 18 juillet 1713 quelques-unes des prérogatives de la benoîte, en l’occurrence Gratiane Duhalde : « … La dite benoite aura le lieu ou place pour s’agenouiller dans ladite église du cotté du midy auprès des balustres qui séparent le sanctuaire avec le parterre d’icelle et près le marchepied qui est pour aller dans ledit sanctuaire, et qu’elle ira à l’offrande immédiatement après la dame de Hureaux seigneur de la maison noble de ladite paroisse et avant toute autre femme roturière, comme rendant service dans ladite église, et de plus les mêmes sieurs abbé, jurats et habitants ont arrêté que les dits abbé et jurais marcheront à l’offrande et aux processions après le seigneur de Hureaux, seigneur de la maison noble de Lissague… ».
Outre ses fonctions communes à celles des autres églises basques, la benoîte de l’église Saint-Pierre était « …tenue de balayer l’église, de la tenir de tous temps dans un état de décence et de propreté irréprochables, d’étendre les carreaux ou draps mortuaires aux dames des maisons de la paroisse qui s’en servent et d’allumer leurs bougies au commencement de l’office et des services divins conformément aux usages établis, dans ladite église ; de blanchir empeser raccommoder les aubes, surplis et tous linges servant aux services des ’hotels’ et à l’exercice du culte divin ; d’avoir le même soin pour les ornements sacerdotaux, pour la décoration et pour l’embellissement de l’intérieur du sanctuaire. Elle devra enfin remplir à toutes ces obligations sous les ordres et la direction de M. le curé ou desservant de ladite église… ».
De 1650 à 1919, douze benoîtes se sont succédé.
- vers 1640 - 1668 : Marie de Salenave
- 1668 - 1712 : Marie Dibarrart
- 1712 - 1717 : Gratiane Duhalde
- 1717 - 1761 : Marie d’Etcheverry
- 1761 - 1773 : Marion d’Esquile
- 1773 - 1775 : Gratiane Belsussarry
- 1775 - 1785 : Marie Lalanne
- 1785 - 1817 : Marie Dornaletche
- 1817 - 1847 : Catherine Hirigoyen
- 1847 - 1852 : Dominique Dolhagaray
- 1852 - 1891 : Étiennette Doyharçabal
- 1891 - 1919 : Marguerite Baladé

En dépit des règles établies, Marguerite Baladé était mariée, avec Jean Barrère, et le couple occupa la benoîterie jusqu’au décès de la benoîte.

#### Les cimetières
Outre le vieux cimetière qui enserre l’église, la commune fit l’acquisition d'un terrain destiné aux inhumations en 1886, puis d’un autre en 1924 (au Basté).
Le cimetière originel recèle quelques stèles discoïdes recensées par l’association Lauburu.

### Patrimoine environnemental
La localité partage avec Mouguerre à l’est, le lac d’Escorte-Pluye.
La source d’Arthague se situe au lieu-dit éponyme, au sud-est du territoire, à proximité du sentier de découverte, tout comme la source de Paris au sud de la commune.

### Citations

#### 7 août 1753
Visite du marquis de Paulmy : « Le Greffier, secrétaire de la Ville, paiera à Dirieux sur le présent billet sans autre reçu, douze livres pour la gratification donnée aux cochers de Mgr l’Évêque et M. d’Amour qui ont mené Messieurs les Députés à Lissague vers M. de Paulmy » (Lissague est un hameau de Saint-Pierre-d’Irube).

#### 29 juin 1766
Francisco Mendez, religieux de Saint-Augustin, en voyage de Madrid à Bayonne : « 27, 28, 29 juin, de Mendionde à Bayonne, cinq lieues. À une courte demi-lieue de cette dernière ville, on rencontre une église appelée Saint-Pierre, entourée d’un cimetière. C’est comme un village continuel par la quantité des maisons, des champs et des jardins qui bordent constamment la route ».

#### 6 mai 1808
Visite de Joséphine de Beauharnais : « Le 6 mai, vers les trois heures, l’Impératrice sortit en voiture avec Mesdames de Montmorency et Maret et alla se promener sur les hauteurs de Saint-Pierre ».

## Équipements

### Enseignement
Saint-Pierre-d'Irube dispose de deux écoles primaires publiques (Ourouspoure et Quiéta) et d'une école primaire privée (Saint-Pierre).
L'ikastola Ametza ouverte en 2003 avec 7 enfants compte, en 2009, une quarantaine d'élèves scolarisés de la toute petite section au CM1.
Le collège Aturri a ouvert ses portes en septembre 2009.

## Personnalités liées à la commune

### Nées auXVIIIesiècle
- Nicolas François Xavier d'Arcangues[50], baptisé à Arcangues le 24 septembre 1753 et décédé à Saint-Pierre-d'Irube le 7 juillet 1826, est le troisième marquis d'Iranda et vicomte d'Ascubea. Il est le père de Bernard d’Arcangues (né en 1793 à Arcangues et mort en 1876 au hameau saint-pierrot du Grand-Lissague), qui fut élu, sans discontinuer, maire de Saint-Pierre-d’Irube de 1834 à 1876. On doit à ce dernier l’aménagement de la première école de garçons de la localité en 1863[7].
- Jean-Baptiste Bailac, sous intendant militaire mort à Mousserolles en 1840, est un historien bayonnais. Il est enterré à Saint-Pierre-d’Irube.
- François Ducasse, mort en 1836, maréchal de camp du Premier Empire, et devenu baron en 1820. Il est inhumé dans le vieux cimetière.

### Nées auXIXesiècle
- Charles Duclerc, né à Bagnères-de-Bigorre en 1812 et mort à Paris en 1888, est un homme politique, ministre des Finances en 1848, député des Basses-Pyrénées en 1871 et ministre des Affaires étrangères en 1882. Il est inhumé à Saint-Pierre-d’Irube.
- Alexis d'Arcangues[50], né à Bayonne le 14 juillet 1821 et décédé à Saint-Pierre-d'Irube le 22 août 1877, est le cinquième marquis d'Iranda, vicomte d'Ascubea. Homme politique, il est successivement maire de Villefranque puis d'Arcangues, et conseiller général des Basses-Pyrénées.
- Georges Cogordan, né en 1849 et mort en 1904, gendre de Charles Duclerc, fut ministre plénipotentiaire au Caire, puis conseiller d’État. Il repose à Saint-Pierre-d’Irube.
- Marie Garay, née à Saint-Pierre-d'Irube en 1861, peintre française.
- Marie-Thérèse Dupouy Bordes, née en 1873 et morte en 1953, religieuse française, fondatrice des Missionnaires des Sacrés-Cœurs de Jésus et Marie.
- Jules Moulier, né en 1888 à Bidarray et mort en 1958 à Bayonne, est un prêtre, bertsolari, poète, écrivain et académicien basque français de langue basque. En 1912, il est nommé vicaire de Saint-Pierre-d'Irube.

### Nées auXXesiècle
- Robert Détroyat, capitaine de corvette et Compagnon de la Libération, mort près de Damas (Syrie) le 21 juin 1944, est inhumé à Saint-Pierre-d’Irube en 1950. Un navire aviso, le Détroyat, a été nommé en son honneur, et parrainé par la ville de Bayonne lors d’une escale en 1979.
- Michel Détroyat, né à Paris en 1905 et mort à Neuilly-sur-Seine en 1956, cousin germain de Robert et Arnaud Détroyat, est un pilote d'essai, virtuose de voltige aérienne, champion de courses de vitesse. Il occupa un rôle important dans l’aviation française de l'entre-deux-guerres. Il est, lui aussi, inhumé dans le cimetière de Saint-Pierre-d'Irube.